# エジェガエフ・ディババ

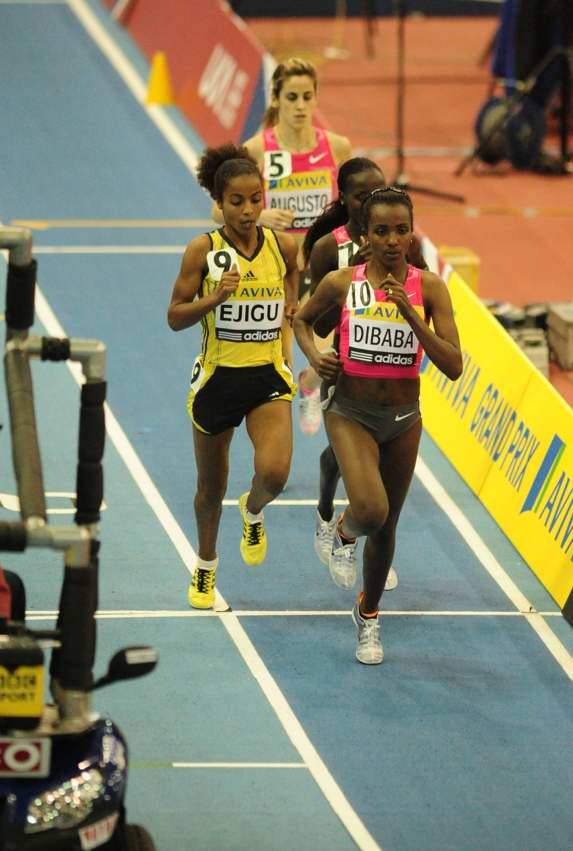
エジェガエフ・ディババ（右側、2010年撮影）

エジェガエフ・ディババ (Ejegayehu Dibaba、1982年3月21日-)は、エチオピアの陸上競技選手。10000mの選手として2004年アテネオリンピックに出場。30分24秒98の記録で銀メダルを獲得。
ディババの妹のティルネシュ・ディババもアテネオリンピックの5000mで銅メダルを獲得し姉妹でメダリストとなる。
また、いとこのデラルツ・ツルもバルセロナ、シドニー大会の10000mで金メダルを獲得している選手である。

## 自己ベスト
- 5000m ― 14:32.74  (2004年)
- 10000m ― 30:18.39  (2005年)

## 主な実績
| 年   | 大会                               | 場所                     | 種目   | 結果 | 記録     |
| ---- | ---------------------------------- | ------------------------ | ------ | ---- | -------- |
| 2002 | アフリカ陸上選手権                 | ラデス(チュニジア)       | 5000m  | 銅   | 15:56.02 |
| 2003 | オールアフリカゲームズ             | アブジャ(ナイジェリア)   | 10000m | 金   | 32:34.54 |
| 2004 | オリンピック                       | アテネ(ギリシャ)         | 10000m | 銀   | 30:24.98 |
| 2004 | IAAFワールドアスレチックファイナル | モンテカルロ(モナコ)     | 5000m  | 3位  | 14:59.52 |
| 2005 | 世界陸上選手権                     | ヘルシンキ(フィンランド) | 5000m  | 銅   | 14:42.47 |
| 2005 | 世界陸上選手権                     | ヘルシンキ(フィンランド) | 10000m | 銅   | 30:26.00 |